# جوناثان كيرش
جوناثان كيرش (بالإنجليزية: Jonathan Kirsch)‏ (1949)؛ محامي، مؤرخ، صحفي وروائي أمريكي. وابنه آدم كيرش أيضًا شاعر وناقد أدبي أمريكي.